# Österreichische Badmintonmeisterschaft 2005
Die Österreichische Badmintonmeisterschaft 2005 fand vom 4. bis zum 6. Februar 2005 in Graz im Attention Badmintoncenter in der Koßgasse 12 statt. Es war die 48. Auflage der Meisterschaften.

## Finalergebnisse
| Disziplin    | Sieger                         | Finalist                           | Ergebnis          |
| ------------ | ------------------------------ | ---------------------------------- | ----------------- |
| Herreneinzel | Jürgen Koch                    | Heimo Götschl                      | 15:4 15:9         |
| Dameneinzel  | Simone Prutsch                 | Claudia Mayer                      | 11:5 11:3         |
| Herrendoppel | Peter Zauner Harald Koch       | Michael Lahnsteiner Michael Trojan | 15:11 15:4        |
| Damendoppel  | Simone Prutsch Sabine Franz    | Tina Riedl Miriam Gruber           | 17:14, 12:15 15:9 |
| Mixed        | Michael Lahnsteiner Tina Riedl | Heimo Götschl Claudia Mayer        | 8:15 15:10 15:11  |